# USS Groton (SSN-694)
USS Groton (SSN-694) — американская подводная лодка проекта «Лос-Анджелес», седьмая по счёту в этом классе (в хронологическом порядке). Это третий корабль, названый в честь города Гротон.
Контракт на строительство был подписан General Dynamics в городе Гротон, штат Коннектикут, 31 января 1971 года и её киль был заложен 3 августа 1973 года. Первый спуск прошел 9 октября 1976 года в присутствии спонсора, Эллиот Ричардсон, а в эксплуатацию поступил уже с 8 июля 1978 года. Капитаном был назначен Р. В. Фогель.
Гротон отправился на своё первое зарубежное развертывание в марте 1980 года в Индийский океан. Подводная лодка вернулась в порт Гротон через Панамский канал. Гротон завершил этот поход в октябре 1980 года.
Гротон был списан и вычеркнут из морских реестров судов на 7 ноября 1997 года.